# Lionel Cabral
Lionel Cabral (sinh ngày 13 tháng 1 năm 1994) là thành viên của Đội tuyển bóng đá bãi biển quốc gia Belize; anh cũng thi đấu cho Paradise Freedom Fighters ở Premier League of Belize, giải bóng đá cao nhất ở Belize. Cabral cũng đại diện Placencia Assassins FC ở Giải ngoại hạng. Tại Giải vô địch bóng đá bãi biển Bắc, Trung Mỹ và Caribe 2015, Cabral ghi 2 bàn thắng cho Belize.